# Cussonia ostinii
Cussonia ostinii é uma espécie de Cussonia nativa da Etiópia.